# NGC 3500
NGC 3500是位于天球北半球的一个哈伯序列旋涡星系，距离银河系约有1.61亿光年，该星系最初由威廉·赫歇尔于1801年4月2日发现，它的光度等级为I-II，它在浩瀚星空中呈现出了一条宽广的21厘米线。